# 語際語言學
語際語言學(英語:Interlinguistics)，為語言學的一個分支，其研究的領域包含創建輔助語，計畫語言，人造語言，語言的標準化等。